# Pietro Pastore
Pietro Mario Pastore (Pádua, 3 de abril de 1908 - 8 de janeiro de 1968) foi um futebolista e depois ator italiano.

## Carreira
Conquistou a medalha de bronze 1928, com a Seleção Italiana de Futebol.